# Mitsubishi Proudia
Mitsubishi Proudia (яп. 三菱・プラウディア, хэпбёрн: Mitsubishi Puraudia) — четырёхдверный люксовый седан, выпускавшийся компанией Mitsubishi Motors в разные периоды с 1999 по 2016 год. Пришёл на смену Mitsubishi Debonair. 

## Первое поколение (S32A/S33A; 1999—2001)
Первое поколение Mitsubishi Proudia являлось совместной разработкой Mitsubishi Motors и Hyundai. С 1999 по 2009 год компания Hyundai выпускала аналогичную модель — Hyundai Equus. Конкурентами Mitsubishi Proudia являлись Nissan Cima и Toyota Crown Magesta, в отличие от которых, привод был только передним.

Mitsubishi Proudia выпускался в комплектациях A, B или C. Комплектации A и B оснащались двигателями 6G74 объёмом 3497 см3, мощностью 177 кВт (241 л. с.) при 5500 об/мин и крутящим моментом 343 Н⋅м при 2500 об/мин. Комплектация C оснащалась двигателем 8A80 объёмом 4498 см3, мощностью 206 кВт (280 л. с.) при 5000 об/мин и крутящим моментом 412 Н⋅м при 4000 об/мин. В комплектации входили прибор с зарядовой связью для наблюдения за соседними полосами движения и обстановкой позади автомобиля, а также адаптивным круиз-контролем с активацией лидара. Впереди устанавливалась подвеска Макферсона, а задняя — многорычажная.
- Вид спереди
- Вид сзади
- Интерьер

### Продажи
| Год  | Произведено | Продано |
| ---- | ----------- | ------- |
| 1999 | 383         | -       |
| 2000 | 759         | 852     |
| 2001 | 85          | 97      |

## Второе поколение (BY51; 2012—2016)
В начале 2012 года компания Mitsubishi Motors начала сотрудничество с Nissan в целях продажи Nissan Fuga после 11-летнего перерыва. Продажи автомобиля начались 26 июля 2012 года.
По сравнению с предшественником, высота была увеличена, однако длина и ширина были уменьшены, что привело к снижению массы. Одновременно с этим, переднеприводная компоновка уступила место заднеприводной, также был добавлен полный привод.

Косметическими отличиями являются радиаторная решётка, характерная для автомобилей Mitsubishi, и элементы внешнего вида. В ноябре 2016 года производство Mitsubishi Proudia было остановлено.
- Вид спереди
- Вид сзади